# Vișeu de Sus
Vișeu de Sus (în germană Oberwischau, în maghiară Felsővisó) este un oraș în județul Maramureș, Transilvania, România, format din localitățile componente Vișeu de Mijloc și Vișeu de Sus (reședința).
Localitatea are statutul de stațiune turistică de interes național, fiind situată în depresiunea intramontană a Țării Maramureșului. Conform recensământului din anul 2011, Vișeu de Sus avea o populație de 15.037 locuitori, fiind din punct de vedere demografic al patrulea centru urban al județului Maramureș (după Baia Mare, Sighetu Marmației și Borșa).

## Etimologie
Originea denumiriii este din proto-slavonul *vyšьjь, care înseamă înalt sau de sus. Asemănător cu etimologia localității Visegrád, din Ungaria.

## Istorie
Orașul Vișeu de Sus, după cei mai mulți autori de monografii, este atestat documentar din 2 februarie 1365 (Ketwyssou).. Această primă menționare a Vișeului ca localitate apare în diploma regelui maghiar Ludovic de Anjou. După alți autori, localitatea este atestată din anul 1549, cu denumirea de „Vișeul Nou” sau „Între Râuri”, fiind situată la confluența celor două râuri – nume întâlnit până la începutul secolului XX.
În anul 1373, se marchează hotarul Vișeului cu Borșa, în anul 1385 apare Vișeul inferior (de Jos). Anul 1453 este anul în care Iancu de Hunedoara, voievodul Transilvaniei și guvernatorul Ungariei, dăruiește Vișeul celor 3 cnezi Ștefan, Petru Mândru și Nan (Nașcu) cât și fraților lor.
Evoluția actualului oraș începe după anul 1770, când se înființează la Vișeu și Borșa centre forestiere cu muncitori – coloniști țipțeri – din Zips, aduși la Vișeu din ordinul împăratului Iosif al II–lea al Austriei.
În anul 1743 la Vișeu de Sus se stabilesc mineri din Saxonia și înființează exploatări de minereuri. În anul 1773 se înființează la Vișeu un centru de exploatare forestieră, colonizat cu sași din Zips.
În 1775 se stabilesc la Vișeu familii germane venite din Austria (Salzburg și Tirol). Între anii 1776–1794 vin primii coloniști din Salzkammergut. În 1778 sosesc alte 25 de familii din Gmunden, majoritatea cu mulți copii.
În anul 1780 se fac primele construcții de către cei sosiți, cum ar fi: prima moară în partea de est a orașului; începe construcția digului mai sus de Măcârlău, dig care va fi terminat în 1784, an în care alte familii din zona Bavariei se stabilesc la Vișeu de Sus.
În anul 1788 se înființează școala elementară a vistieriei din Vișeu de Sus, iar în 1790 se construiește stăvilarul de la Făina și se înființează parohia romano-catolică din Vișeu. În 1798, se deschide prima școală generală. Activitatea țipțerilor se materializează și prin prima fabrică de cherestea (construită în anul 1809), prin magazinul statal (depozit) construit în 1817. În perioada 1809–1810 se populează și se formează cartierul Țipțerai.
Numărul populației de origine germană și austriacă a crescut permanent, după cum rezultă din documente. La recensământul din 1930 au fost înregistrați 2.753 de germani, cu o pondere de 24,84% din totalul populației. La recensământul din 1977 sunt consemnați 3.430 de germani în orașul Vișeu, reprezentând 16,97% din totalul locuitorilor.
Țipțerii au fost aduși la Vișeu în primul rând ca muncitori forestieri. De la vârsta adolescenței – 14 ani – băieții își începeau munca în pădure. Pe Valea Vaserului țipțerii plantau molid, aveau grijă de pepiniere, defrișau păduri, trimiteau plute pe apă la vale până la Sighet, Vișeu și Borșa, construiau plute pe apă, construiau drumuri și poduri de lemn. La muncile mai ușoare ajutau și femeile. Cea mai grea și murdară muncă era tăierea pădurii și curățirea trunchiurilor de molid, iar cea mai tentantă pentru bărbați era plutăritul.
Dat fiind timpul foarte îndelungat pe care muncitorul trebuia să-l petreacă în pădure, întemeierea unei așezări pe Valea Vaserului a apărut ca o necesitate. Așezarea de pe Vaser reprezintă cea mai strânsă legătură cu istoria și cu tradiția actualilor țipțeri. În acest spațiu al Văii Vaserului își au originea povestirile țipțerilor, personaje fantastice – fata pădurii, omul alb, piticul pădurii.
Poveștile acestei etnii și amintirile bătrânilor, ca și documentele, stau mărturie despre o viață grea, primitivă a acestor oameni în trecut. După anul 1868, maghiarizarea forțată i-a afectat mult pe țipțeri, unii fiind nevoiți la acea vreme să-și schimbe numele cu altele de rezonanță maghiară. Cu românii, țipțerii au trăit în înțelegere, fiind uniți, între altele, datorită sărăciei, nivelului scăzut de trai și persecuțiilor stăpânirii străine.

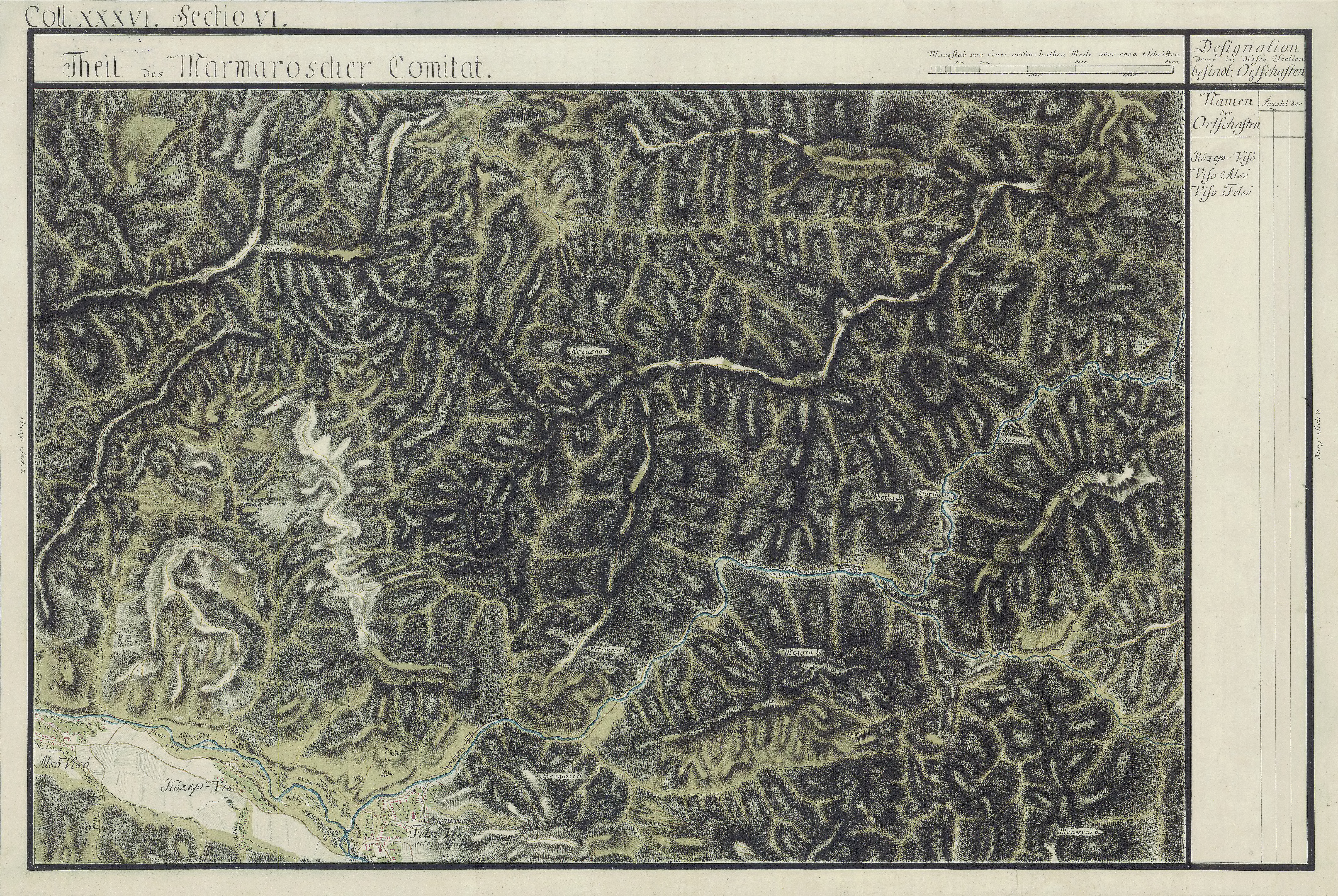
Vișeu de Sus în Harta Iosefină a Maramureșului, 1782-1785

În Vișeu de Sus exploatarea lemnului are o vechime care se confundă cu vechimea orașului. Chiar și legenda spune că, în urmă cu poate mai mult de o mie de ani, un tată și cu fiul său s-au dus să taie lemne din pădure. Nefericirea a făcut ca un lemn să-l lovească mortal pe fiu. În memoria fiului său, tatăl a construit pe acest loc o biserică. În jurul bisericii s-au făcut mai apoi case și astfel capătă contur o așezare umană care s-a numit, la început, „Între Râuri”, pentru că se întindea între râul Vișeu și Vaser, iar apoi i s-a spus Vișeu de Sus.
Odată cu venirea coloniștilor germani, se intensifică exploatarea pădurilor. Tot mai atractive devin aceste meserii care aduceau un oarecare venit și un alt statut social locuitorilor, pe lângă vechea lor ocupație de crescători de animale.
Lemnele erau tăiate de sus cu topoarele, „corhănite” pe jgheaburi cu apă la vale, adunate în stăvilare la Măcârlău și Făina, iar de aici, formate în plute, erau duse pe apa Vaserului și mai departe pe Tisa.
Multe din obiceiurile coloniștilor țipțeri au fost preluate și de români. La pădure se lucra toată săptămâna, numai sâmbăta se cobora la vale, uneori pentru cei ce locuiau departe, perioada de lucru se prelungea la 2–3 luni. Butinarii (lucrătorii forestieri) dormeau în cabane numite „finlandeze”, aveau focul în mijloc, iar paturile erau aranjate radial pentru a se putea încălzi mai ușor și pentru a-și usca hainele pe timp de iarnă. Astăzi de pe Valea Vaserului lemnul se transportă pe cale ferată îngustă.

## Geografie
Orașul se află situat la confluența a două râuri, Vișeu și Vaser, la o altitudine de 427 m deasupra nivelului mării, având latitudinea nordică 47 grade și 43 minute și longitudinea estică de 24 grade și 25 minute, având înfățișarea caracteristică orașelor de munte. Se învecinează la NNE cu munții Maramureșului și Republica Ucraina, la SE cu Munții Rodnei și are ca vecini comunele Moisei în partea de SE și Vișeu de Jos în partea de V și Poienile de sub Munte în partea de NV.
Conform datelor primite de la Birourile Urbanism și Amenajare Teritorială și Agricol, suprafața orașului Vișeu de Sus este de 44.306 ha, din care:
- Teritoriu administrativ (ha) : 44.306 - al 2-lea oras ca suprafata din Romania!
- Cuprins în intravilan (ha): 1.487,28
- Suprafață agricolă (ha): 4,7
- Suprafață neagricolă (ha): 42.814,02

Din punct de vedere juridic majoritatea terenurilor au fost retrocedate foștilor proprietari, iar proprietarii care nu au fost despăgubiți în natură au fost despăgubiți în bani.

### Relief
Privit în ansamblu, relieful zonei este montan, format dintr-o depresiune înconjurată de dealuri. De altfel, acesta este energic cu pante înclinate, văi adânci și înguste, cu dealuri cu înălțimi ce variază între 400 și 1.042 m (vârful lui Dan). Acestea sunt constituite din roci dure cu alternanțe de argile și șisturi bituminoase.
Dintre toate elementele peisagistice, relieful are contribuția cea mai importantă la alcătuirea cumulului general de motivații turistice.
Pentru turismul actual, existența reliefului montan larg răspândit și diversificat ca structură și fizionomie, înseamnă satisfacerea a cel puțin două cerințe: agrementul și refacerea fizico-psihică. Relieful este resursă de prim ordin pentru orice regiune turistică, prin rolul de suport al celorlalte elemente ale cadrului natural și antropic. Varietatea morfologică a elementelor reliefului, asociată frumuseții peisagistice, evidențiază obiective cu valoare deosebită.
Valea Vaserului este cel mai atractiv traseu turistic al Munților Maramureș, un defileu săpat în masa șisturilor cristaline, separând pe stânga câteva masive cristaline: Prislopașul (1201 m), Grebeni (1594 m)- între Novăț și Novicioru, Novicioru (1452 m). Sunt prezente crestele și dyk-urile porfiroide. În nord-est, între Vaserul Superior și graniță, se află o serie de culmi de 1300–1500 m, desprinse dintr-o creastă unitară pe care merge granița, situată la 1500–1700 m, numită Culmea Ștevioara. La nord de cotul Vaserului, între văile Făina și Botizu, se află muntele Șuligu (1688 m). Culmea Toroiaga se extinde de la Vaser până la Valea Țâșlei. Este dominată de eruptiv neogen și cristalin. Masivul principal îl formează Vârful Toroiaga (1930 m), prelungit în est cu Piciorul Caprei (1804 m) și în nord cu Vârful Țiganului (1736 m).

### Hidrografie și climă
Râul Vișeu își are izvorul sub pasul Prislop, la 1414m altitudine și se varsă în Tisa lângă localitatea Valea Vișeului la circa 330 m altitudine. Drenează un bazin hidrografic cu o suprafață de 1606 km 2 , desfășurat între Munții Maramureșului în est și Munții Rodnei în sud. Vișeul are o lungime de 80 km și până la Borșa-Moisei, se mai numește și Borsa sau Vișeuț.
În zona de izvor are o pantă mare, de 20–50 m/km. După pătrunderea în Depresiunea Maramureș își croiește o vale largă cu îngustări locale.
Bazinul hidrografic al Vișeului este dezvoltat, în cea mai mare parte a sa, în zona montană 67%, care îi asigură o densitate mare a rețelei hidrografice și o scurgere specifică dintre cele mei ridicate din țară. Datorită precipitațiilor abundente, peste 1000 mm, densitatea rețelei hidrografice are valori de 0,7–1 km/km 2.
În avale de Moisei, bazinul Vișeului devine puternic asimetric, dezvoltându-se cu precădere pe dreapta.
Râul Vaser izvorăște din Munții Maramureșului, se formează din izvorul Boului și izvorul Munceii Albi. Are 62 km lungime, este cel mai important afluent al Vișeului cu debit mai mare decât acesta. Vaserul trece peste linia marilor înălțimi dintre Pietrosul Maramureșului și Toroiaga. Drenează o suprafață de 422 km 2,are o lungime de 42 km și un debit mediu de 9 mc/s.

### Ape minerale
Valoarea deosebită a acestor bogății naturale este dată de marea diversitate calitativă și cantitativă a mineralizațiilor, precum și de calitățile terapeutice (curative).
Apele minerale, datorită compoziției chimice complexe, sunt factori curativi naturali cu o deosebită importanță terapeutică. Apele cu conținut de substanțe minerale și bioxid de carbon sunt ape cu un ridicat nivel terapeutic.
Izvoarele minerale din zonă au rezultat în urma unei intense circulații a soluțiilor hidrotermale nu numai în rocile eruptive ci și în masa rocilor cristaline și a rocilor sedimentare eocene.
În zona Munților Maramureșului au fost identificate în peste 20 de puncte: pe Vaser, la Făina, Șuligu, Glimboaca, Novăț, etc. Dintre acestea se remarcă izvorul Șuligu, care are o mineralizație totală de 9,8/l și 2,3 g/l CO2.
Mai multe izvoare minerale cu ape feruginoase se găsesc în zona orașului Vișeu de Sus și pe Valea Vinului. Izvoarele minerale de pe Valea Vinului și în special izvorul cunoscut sub numele de „Gulaci”, au o mineralizație de 12,7 g/l și o concentrație de 2,26 g/l CO2,. Ele pot fi utilizate cu succes pentru îmbuteliere cât și în scop balnear (au mai fost băi și acum 30-40 de ani), prin amenajări locale.
În cadrul unității depresionare a Maramureșului, de origine tectonică, de baraj vulcanic și de eroziune diferențială și complexă sub aspectul formațiunilor geologice care o compun, există numeroase surse de ape minerale – clorosodice și bicarbonatate, clorosodice – sulfuroase – carbogazoase.
Datorită existenței unei aureole mofetice care înconjoară erupțiunile neogene ale Munților Oaș – Gutâi – Țibleș – Toroiaga, apele subterane sărate, bicarbonatate și sulfuroase din diversele formațiuni limitrofe eruptivului au preluat și caracter carbogazos, prin dizolvarea bioxidului de carbon liber de origine mofetică.
Aria de răspândire a apelor minerale cu conținut de bioxid de carbon liber, coincide în general cu extinderea formațiunilor eruptive aparținând lanțului vulcanic neogen Oaș – Gutâi – Țibleș și a masivului eruptiv izolat Toroiaga, bioxidul de carbon liber din aceste ape fiind legat de manifestările post-vulcanice ale eruptivului neogen.

### Faună și floră
Vegetația constituie un element important al cadrului natural, cât și un factor de atracție turistică. Varietatea formelor de relief, particularitățile elementelor climatice, hidrologice ca și natura diferită a rocilor, sunt elemente care au determinat un fond vegetal bogat și variat în Munții Maramureșului.
În funcție de relief și altitudine în Munții Maramureșului pot fi identificate următoarele etaje de vegetație:
- etajul colinar;
- etajul montan cu trei subetaje de vegetație:
- montan inferior;
- montan mijlociu;
- montan superior.
- etajul subalpin;
- etajul alpin.

Flora și vegetația reprezintă un interes și o importanță deosebită din mai multe puncte de vedere. Din punct de vedere economic, amintim importanța furajeră, meliferă, medicinală, alimentară, decorativă, etc. Dintre speciile alimentare, culinare, amintim: frăguțe, mure, zmeură, soc, cireș pădureț, ciuperci comestibile. Dintre planetele medicinale, amintim: Betula pendula, Crataegus monogyna, Betonica officinalis, Pinus mugo. Unele plante sunt folosite pentru conținutul lor aromatic. Dintre acestea amintim: Carum carvi, Funingirus communis, Mentha s.p., Oxalis acetosella.
Pajiștile sunt folosite ca fânețe de o singură coasă, pe altitudini mai mari, și de două coase pe coline joase. În zonele de pajiști înalte se pășunează începând din primăvară până la toamnă.

#### Fauna golurilor alpine
Este săracă în specii datorită condițiilor vitrege de viață (temperaturi scăzute, vânturi puternice). Mamiferele sunt reprezentate de specia cea mai caracteristică golurilor alpine – capra neagră (Rupicapra rupicapra). Deși specifică etajului alpin, ea coboară mai ales iarna în jnepenișuri și pătrunde în molid în căutarea hranei. În Munții Maramureșului sunt doar câteva exemplare, la fel ca și marmota de munte, fiind repopulată începând cu anul 1965.
Arifauna alpină este reprezentată prin acvila de stâncă (Aquila cheysaetas), tisa alpină (Anthus apinoletta), brumăriță de stâncă (Prunella collaris), rața sulițar (Anas acuta). Dintre reptile, vipera comună (Vipera berus) și șopârla de munte (Lacecta vivipara) sunt prezente în zonele cu stânci calcaroase. În pajiște e prezentă broasca roșie de munte (Rona tempozozia). Trebuie menționat prezența cândva pe aceste meleaguri a zăganului, a vulturului negru și a vulturului sur.

#### Fauna zonei forestiere
Este foarte bogată și variată, cuprinzând un număr mare de specii de interes cinegetic.
Fauna pădurilor de rășinoase este reprezentată prin: urs (Ursus arcalos), lup (Canis lupus), mistreț (Sus scrofa), iar dintre păsări amintim: cocoșul de mesteacăn (Lirurus tetrix), cocoșul de munte (Tetrao uragallus), ciocănitoarea cu trei degete (Picoides trydactiylus), forfecuța galbenă (Loxia curvirosta), pițigoiul de brădet (Parus ater), pițigoiul de creastă (Parus cristatus), mierla gulerată (Turdus torquatus), etc. sunt specii caracteristice pentru pădurile de conifere.

#### Fauna pădurilor de foioase
Este deosebit de bogată. Pădurea reprezintă adăpostul preferat al mamiferelor sălbatice de interes cinegetic. Astfel amintim: cerbul carpatin (Cervus Elaphus), vulpea (Vulpes vulpes), jderul de pădure (Mortes mortes), jderul de piatră (Mortes foina), veverița (Scirus vulgaris), hermelina (Mustella ezminea), nevăstuica (Mortella mirolis), etc.
Arifauna pădurilor mixte este bine reprezentată prin specii ca: huhurezul, mare (Steix ulalensis), gaița (Garullus glandacius), porumbelul de scorbură (Calumba aenas), etc. Aici cuibăresc și majoritatea răpitoarelor, ca. uliul păsărar, uliul porumbar, șorecarul comun, șoimul (Pernis apivarus), acvila țipătoare mică (Aquila pomarina).
Acolo unde locul pădurilor a fost luat de fânețe naturale, terenuri arabile și livezi, sunt prezente: potârnichea (Perdix perdix), fazanul comun (Phasianul colchicus), prepelița (Coturnix coturnix).
Fauna apelor de munte este reprezentată prin lostriță (Hucho hucho), în apele Vișeului și Vaserului, păstrăvul curcubeu (Salmo irideus), lipanul (Thymalus thymalus), știuca (Esox lucius), babetele (Cottus poecilopus), clenuștețul dungat (Leuciscus sonffia agassizi).

#### Potențialul vânătoresc și piscicol din zona munților
Vânătoarea este o activitate tradițională, datorită faptului că pădurile și golurile alpine găzduiesc un important fond cinegetic prin varietatea și valoarea speciilor, dovedite prin medaliile de aur obținute la diverse concursuri internaționale pe fondurile de vânătoare cum sunt cele de la Făina și Valea Babii, populate cu cerbi carpatini, urși, lupi, mistreți, jderi, cocoși de munte, etc., ce se vânează cu autorizație.
Vânătoarea este o activitate recreativă care, în zona Munților Maramureș, întrunește condiții deosebite având în vedere:
- varietatea mare a speciilor de interes cinegetic;
- suprafața mare a fondurilor de interes vânătoresc, (aproximativ 125.000 ha.);
- o densitate relativ mare a animalelor sălbatice;
- existența unor exemplare de excepție ce se constituie ca trofee.

Avându-se în vedere valoarea ridicată cinegetică a zonei, bazinul Vaser a fost dotat cu două cabane vânătorești la Făina și Novăț. 
Fondul de vânătoare aparține Ocolului Silvic Vișeu de Sus. Din statistici rezultă că, pe primul loc se află iepurele urmat de cerbi, căprioare și mistreți.
Din efectivul de vânat rezultă o individualizare a iepurelui, care se situează pe primul loc cu 780 exemplare, urmat fiind în ordine numerică de căprioare (325), cerbi (308) și mistreți (100 exemplare).
Pescuitul în ape de munte este o îndeletnicire a pescarilor amatori care practică acest sport recreativ.
În apele curgătoare, în perioadele permise se pot pescui păstrăvul indigen, păstrăvul curcubeu, lipanul, cleanul, mreana, etc.
Pescuitul în apele interioare se practică din cele mai vechi timpuri, oferind pe lângă hrană omului și un mod plăcut de recreere.
Pentru revigorarea fondului piscicol grav afectat în ultimii ani din cauza braconajului și a deversării în râuri a unor cantități de rumeguș de către micii întreprinzători (gatere) dar și alte substanțe toxice, se impune intervenția de urgență prin repopularea râurilor cu puiet de salmonide (păstrăv și lipan), precum și igienizarea râurilor din zonă.
Râul Vaser se situează printre puținele râuri din țară care oferă pescarilor sportivi toată gama practicii cu momeli artificiale, atât cu lanseta, folosind bula de apă și lingurița, îndeosebi de la Făina în jos, cât și cel de finețe, cu muștele, prin biciuire mai ales de la Novăț în amonte. Începând cu anul 1960, lipanul s-a dezvoltat rapid, zona lui extinzându-se, specia găsind condiții bune de dezvoltare și în amonte de barajul Măcârlău (6 km amonte de Făina), unde a fost introdus pe cale artificială.

### Resurse subterane
Sute de ani, pe Valea Vaserului oamenii exploatează lemnul pe care-l transportă cu ajutorul Mocăniței, singurul tren cu aburi pe linie îngustă ce funcționează în Europa. Se știe ca maramureșenii sunt renumiți pentru meșteșugul de a realiza case și biserici din lemn care durează sute de ani. Dar, exploatarea lemnului nu este singura activitate care au desfășurat-o oamenii. Mineritul a fost până nu demult o activitate intens practicată. Și în ziua de azi se pot vedea gurile de la minele ce exploatau minereuri complexe și uraniu.

## Demografie
La recensământul din 1930 au fost înregistrați 11.079 locuitori, dintre care 3.722 evrei, 3.616 români, 2.753 germani, 610 maghiari, 336 ruteni ș.a. Ca limbă maternă predomina limba idiș, declarată ca atare de 3.681 locuitori, urmată de română și de germană. Sub aspect confesional populația era alcătuită din 3.734 mozaici, 3.638 greco-catolici, 3.316 romano-catolici, 298 ortodocși ș.a.
Componența etnică a orașului Vișeu de Sus
     Români (86,96%)
     Germani (2,01%)
     Alte etnii (1,39%)
     Necunoscută (9,64%)
Componența confesională a orașului Vișeu de Sus
     Ortodocși (81,47%)
     Romano-catolici (5,62%)
     Greco-catolici (1,17%)
     Alte religii (1,82%)
     Necunoscută (9,92%)
Conform recensământului efectuat în 2021, populația orașului Vișeu de Sus se ridică la 15.349 de locuitori, în creștere față de recensământul anterior din 2011, când fuseseră înregistrați 15.037 de locuitori. Majoritatea locuitorilor sunt români (86,96%), cu o minoritate de germani (2,01%), iar pentru 9,64% nu se cunoaște apartenența etnică. Din punct de vedere confesional, majoritatea locuitorilor sunt ortodocși (81,47%), cu minorități de romano-catolici (5,62%) și greco-catolici (1,17%), iar pentru 9,92% nu se cunoaște apartenența confesională.
|  | Graficele sunt indisponibile din cauza unor probleme tehnice. Mai multe informații se găsesc la Phabricator și la wiki-ul MediaWiki. |

Date: Recensăminte sau birourile de statistică - grafică realizată de Wikipedia

## Politică și administrație
Orașul Vișeu de Sus este administrat de un primar și un consiliu local compus din 17 consilieri. Primarul, Coman Vasile[*], de la Partidul Social Democrat, este în funcție din 2012. Începând cu alegerile locale din 2024, consiliul local are următoarea componență pe partide politice:
|  | Partid                    | Consilieri | Componența Consiliului | Componența Consiliului | Componența Consiliului | Componența Consiliului | Componența Consiliului | Componența Consiliului | Componența Consiliului | Componența Consiliului | Componența Consiliului | Componența Consiliului |
|  | ------------------------- | ---------- | ---------------------- | ---------------------- | ---------------------- | ---------------------- | ---------------------- | ---------------------- | ---------------------- | ---------------------- | ---------------------- | ---------------------- |
|  | Partidul Social Democrat  | 10         |                        |                        |                        |                        |                        |                        |                        |                        |                        |                        |
|  | Partidul Național Liberal | 7          |                        |                        |                        |                        |                        |                        |                        |                        |                        |                        |

Potrivit Anexei 1, din H.G. nr.410/1991 – privind Stabilirea categoriei județelor, municipiilor și orașelor, orașul Vișeu de Sus face parte din categoria a III-a a orașelor cu locuitori între 10.001 și 30.000.
Autoritățile administrației publice prin care se realizează autonomia locală sunt reprezentate de Consiliul Local, ca autoritate deliberativă și de Primar, ca autoritate executivă, acestea venind să rezolve treburile publice în condițiile legii.

## Economie
La Vișeu de Sus s-au dezvoltat câteva ramuri industriale tradiționale:
- Industria Exploatarii Lemnului - dezvoltata pe platforma fostului IFET.
- Industria Prelucrarii Lemnului - dezvoltata pe platforma fostei fabrici de cherestea sau a celei de mobila.
- Industria Farmaceutica - dezvoltata pe platforma fostului Tanin/Terapia (singura fabrica de morfina din cel de al II-lea Razboi Mondial - aflata in conservare).
- Industria Constructiilor si a materialelor de constructie - dezvoltata pe platforma fostului TCM.
- Serviciile - Banci, Asigurari, Cabinete Medicale, Auto Service, Instalatii electrice si sanitare, Telecomunicatii, Coafura si Cosmetica, Sport si Agrement, Gastronomie si Turism.

## Sănătate și asistență socială
In Vișeu de Sus există mai multe instituții din domeniul sănătății:
- Spitalul Orășenesc, cu secții de urgențe, chirurgie, interne, pediatrie, maternitate, obstretica-ginecologie, dermato-venerice, boli contagioase, radiologie,etc.
- Serviciul de ambulantă.
- Serviciul SMURD.
- Serviciul de salvamont.
- Cabinete private ale medicilor specialiști: obstretica-ginecologie, oftalmologie, dermato-venerice, stomatologie, etc.
- Policlinica Dr. Ivan Dan, cu cabinete medicale de mai multe specializări.

In Viseu de Sus ființeaza mai multe instituții sociale:
- Cantina sociala a primăriei.
- Trei case de copii asistați, aparținând statului.
- Doua case de copii private, aparținând organizațiilor de caritate.

## Turism

### Obiective turistice
- Primăria, constr. stil baroc-clasic din sec. XIX
- Biserica ortodoxă " Sf.Nicolae", constr. stil bizantin, 1933-1937.
- Biserica romano-catolica "Sf. Ana", constr. neogotica, 1908-1912.
- Biserica greco-catolica "Maica Domnului", de lemn, stil maramureșean.
- Biserica ortodoxă (Bătrână) "Buna Vestire", stil neogotic, 1834.
- Mănăstirea "Nașterea Maicii Domnului", Valea Scradei, cu pelerinaj (prosesie) de Sf. Marie Mica.
- Bustul lui Nicolae Dunca.
- Muzeul de Istorie și Etnografie.
- Expoziția de fotografie istorica "Hiperboreea", la Biblioteca Orasenească.
- Casa-Muzeu "Elefant", ultima casa evreiască tradițională din lemn.

### Valea Vaserului

Mocăniță iarna

Aflată în partea estică a orașului Vișeu de Sus, valea Vaserului are o lungime de circa 40 km. Prin vale circulă „mocănița”, fiind și ultima din România.
Linia ferată pe ecartament îngust (760 mm) a fost construită între anii 1930—1933. Lungimea căii ferate este de 56 kilometri. 
Cea mai înaltă altitudine a liniei ferate este în zona Comanu 1.100 m, plecarea din Vișeu de Sus fiind la altitudinea de 600 m.
Trenul circulă în scopuri industriale, pentru exploatarea lemnului și în scopuri turistice. Vagoanele pentru turiști pot fi vagoane terasă sau vagoane de clasă. Există și vagoane pentru materiale, platforme și lemn.
Trenurile turistice regulate, cu abur, circulă în lunile mai-octombrie, până la stația turistică Paltin. Trenurile charter circulă pe toată durata anului, destinațiile fiind la cerere sau la evenimentele culturale precum "Nopțile Muzicale" sau "Sărbătorile de Iarnă".

### Monumente pe Valea Vaserului
În anul 1909 pe Valea Vaserului la Făina se ridică o capelă în amintirea împărătesei Elisabeta (Sissi) și tot atunci au fost terminate două cabane la Stațiunea Șuligu.
Cimitirul militar german de la Miraj.
Latrinele săpate in stâncă, in Primul Razboi Mondial.

### Valea Vinului
Valea Vinului este un loc de agrement foarte apreciat, aici aflându-se mai multe izvoare de apă minerală (numite de localnici „borcut”) dar si un strand, cabane si pensiuni.

Spre Valea Vinului

### Potențialul natural și antropic al Vișeului
Izvoarele de ape minerale existente chiar în oraș evidențează o fostă activitate vulcanică, iar zăcămintele bogate în polimetale de pe valea Vaserului sunt mărturie a unor vechi erupții vulcanice.
Culoarele Vișeului sunt principala axă de circulație maramureșeană, fiind mărginită la est de treapta unor munți de mică înălțime, care formează bordura marilor înălțimi ale Munților Maramureșului. La est culoarul este dominat de culmea Vișeului, iar în apropiere de vărsarea Vișeului în Tisa, valea se îngustează în defileu.
Un obiectiv natural de mare valoare îl reprezintă Valea Vaserului, care izvorăște din Muntele Ignătescu. Aceasta are un mare potențial oferind componentele esențiale ale ambianței umane: peisaj, pământ, aer, apă, dar mai ales omenie.
Orașul are o poziție geografică situată la limita unor zone de interes turistic și intersecția unor trasee și circuite turistice. Pe Valea Vaserului există turism încă de la începutul secolului XX. Importantă pentru Valea Vaserului este mocănița, trenul cu aburi, care duce până la stația Cozia.

### Potențialul turistic antropic al zonei Vișeu de Sus
Este reprezentat de bisericile de lemn și de arhitectura gotică a bisericilor construite după 1835. 
Biserici și mănăstiri precum: biserica ortodoxă, fostă greco-catolică, construită între anii 1832-1844, ctitoria preoților Vasile Roșca și Simeon Pop, biserica ortodoxă din 1832, biserica romano-catolică construită între anii 1912-1918 cu hramul „Ioachim și Ana” - ctitor preot Schiller Carol, arhitect italianul Maretti Augustino.

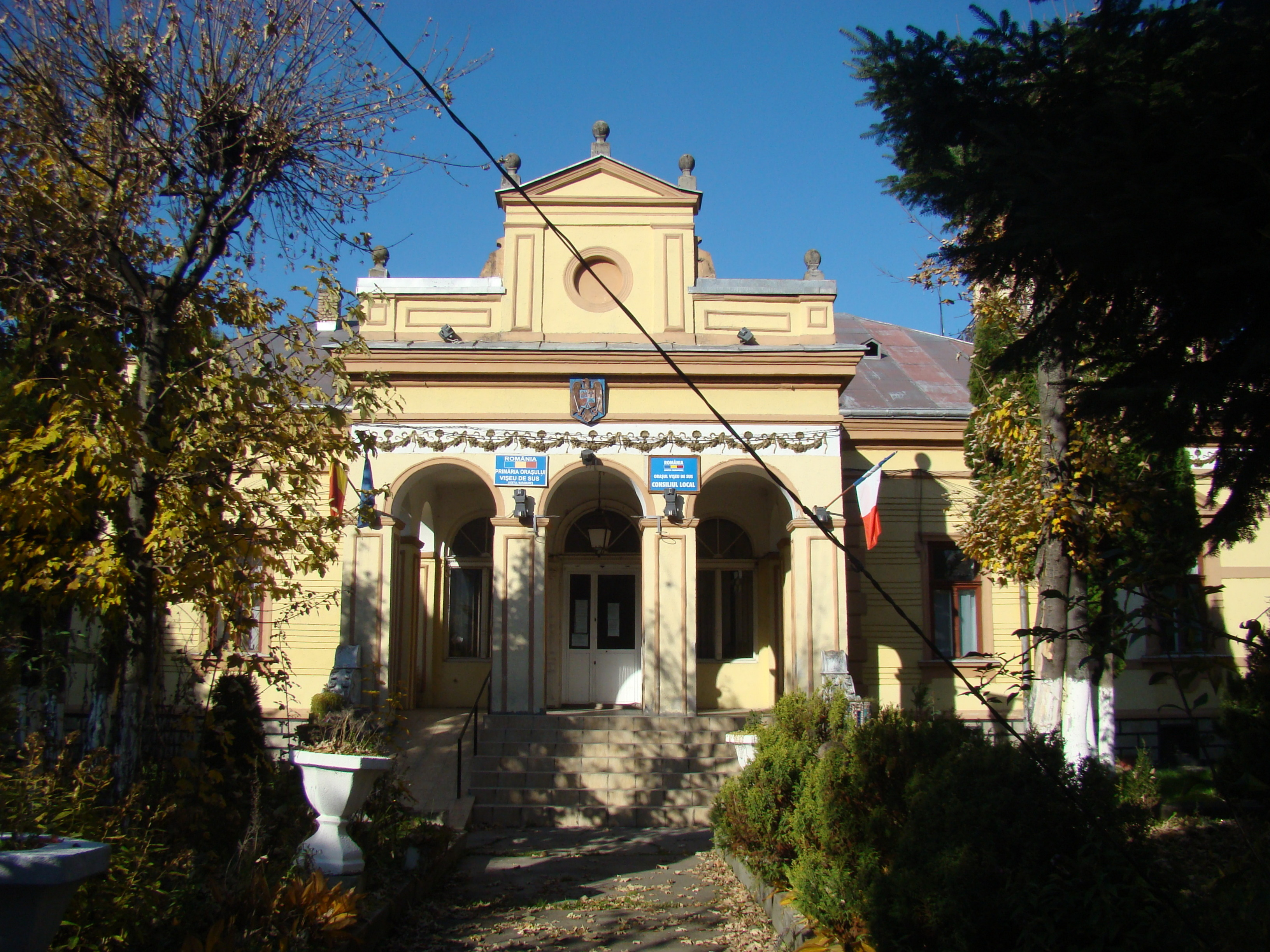
Primăria orașului Vișeu de Sus (monument istoric)

Mănăstirea de pe Valea Scradei. Pe hotarul ei a fost o mănăstire, biserica veche a fost adusă în anul 1762 în sat. În fiecare an, pe data de 8 septembrie se obișnuiește să se meargă în pelerinaj.
Mai sunt de menționat biserica ortodoxă construită între anii 1933-1937, ctitor preot Sebastian Sârcu, biserica ortodoxă din centrul orașului și biserica de lemn din curtea spitalului orășănesc.
Alte obiective însemnate sunt cimitirul evreiesc și cartierul germanilor numit Țâpțărai (Zipserai).

## Cultură

### Instituții de cultură
- Casa de Cultură Vișeu de Sus, cu ansamblul folcloric "Maramuresul".
- Muzeul de Istorie, Etnografie și Centrul de Meșteșuguri
- Muzeul Nobilimii Maramureșene.
- Biblioteca orășenească si Salonul Artelor.
- Asociația cultural-turistică "Hiperboreea".
- Asociația "Zipserverein Edelweiss", a tineretului german.
- Casa-muzeu "Elefant" - ultima casă evreiască tradițională.

### Festivaluri
- Festivalul folcloric "Armonii de Primăvară".
- Zilele orașului Vișeu de Sus.
- Festivalul Național de Satiră si Umor "Zâmbete în Prier".
- Întâlnirea Țipțerilor de pretutindeni "Zipsertreff".
- Serbarea Țipțerilor "Sus pe Valea Vaserului".
- Nopțile Muzicale de la Paltin, pe Valea Vaserului.
- Viflaiemul de Crăciun.
- Făcliile de Sânziene.

## Educație
Prima școală din localitate a fost școala confesională ridicată în anul 1808 pe lângă Biserica romano-catolică „Sfânta Ana” din Vișeu de Sus. Primul învățător a fost preotul Georg Watter. În perioada 1871-1874, școala a fost extinsă iar episcopul de Satu Mare a angajat trei cadre didactice pentru școala din Vișeu. La 13 septembrie 1923 autoritățile române au expropriat școala romano-catolică, iar în clădirea școlii confesionale a fost instalată o școală forestieră de stat, cu limba de predare română. De-abia în 1931 a fost înființată o secție germană la respectiva școală forestieră. Secția germană a fost apoi desființată în anul școlar 1934/35. Singura disciplină care a fost în continuare predată în limba germană a fost religia romano-catolică. După anexarea Transilvaniei de Nord în anul 1940, școala respectivă a devenit școală maghiară de stat, cu limba de predare maghiară. În anul 1941, a fost deschisă o școală de stat cu limba de predare germană, sub conducerea lui Karl Funkenhauser. După război, autoritățile române au desființat din nou secția germană, permițând la Vișeu doar predarea în limbile română și maghiară.
În anul 1949, învățătorul Leopold Hübel a strâns semnături pentru înființarea unei școli germane la Vișeu, lucru care a fost aprobat de autoritățile comuniste. Baza materială a instituției de învățământ a fost precară. Școala a început să funcționeze într-o fostă casă particulară, ale cărei camere au fost transformate în săli de clasă. În anul școlar 1951/1952 existau trei clase primare, iar din 1953 a fost introdusă și clasa a cincea. Prin aceasta a fost redeschis drumul învățământului gimnazial de stat cu predare în limba germană la Vișeu. Director al școlii a fost numit Paul Lahner.
În anii 1950, școala germană din Vișeu a fost singura instituție gimnazială de învățământ (clasele I-VII) din nordul României cu predare în germană, motiv pentru care ea era frecventată inclusiv de copii din satele șvabilor sătmăreni.
În anul școlar 1959/1960, când autoritățile au decis includerea școlilor minorităților naționale în unități de învățământ cu predare în română, cu excepția câtorva licee, la Vișeu școala germană a devenit secție a liceului tehnologic.
În prezent, funcționează la Vișeu o școală de arte și meserii, un liceu tehnologic, o școală specială pentru copii cu dizabilități, o școală sanitară postliceală și două licee teoretice („Gheorghe Pop de Băsești” și „Bogdan Vodă”). Liceul tehnologic are în componență și școala germană.

## Sport
- Stadionul Orășenesc BRADUL, unde se întâlnesc echipe de fotbal locale și din orașele sau satele învecinate.
- Sala Orășenească de Sport, cu tribună pentru spectatori, cu posibilitatea practicării sporturilor de echipă indoor (volei, futsal, handbal, baschet, tenis, etc.)
- Liceul Bogdan-Vodă din Vișeu de Sus are în curte o sală de sport unde se pot practica diverse sporturi precum: volei, baschet, tenis de masă, gimnastică și alături, un teren de sport cu bitum.
- Terenuri de tenis, zgură, la Spitalul Orășenesc.
- Teren sintetic de minifotbal la Complex Sportiv Gabriela.
- Ștrand cu bazin de înot și piscină pentru copii, pe Valea Vinului.
- Aqua Parc cu bazin de înot, piscina pentru copii și wirpool la Resort Mirage.
- Terenuri de sport cu suprafața de bitum se află la Grădinița nr. 1 și la Grupul Școlar nr. 1.

## Cazare
În statiunea turistică Vișeu de Sus există numeroase cabane, pensiuni și hoteluri, cum ar fi Hotel Brad, Hotel Gabriela sau Hotel Tren Carpatia Express.

## Transport

### Transport rutier
Vișeu de Sus este situat pe DN18, care face legătura între Sighetu Marmației și Vatra Dornei. Din Vișeu mai pornește și DN17C care face legătura cu municipiul Bistrița.
Distanțele dintre Vișeu de Sus și celelalte orașe: 
- Între Vișeu de Sus și Sighetu Marmației: 60 km
- Între Vișeu de Sus și Baia Mare: 120 km
- Între Vișeu de Sus și Borșa Complex Turistic: 36 km
- Între Vișeu de Sus și Satu-Mare: 189 km
- Între Vișeu de Sus și Cluj-Napoca: 170 km
- Între Vișeu de Sus și Vatra-Dornei: 94 km
- Între Vișeu de Sus și Gura-Humorului: 142 km
- Între Vișeu de Sus și Suceava: 166 km

Mai există drumuri județene care stabilesc legătura cu mici localități sau sate.

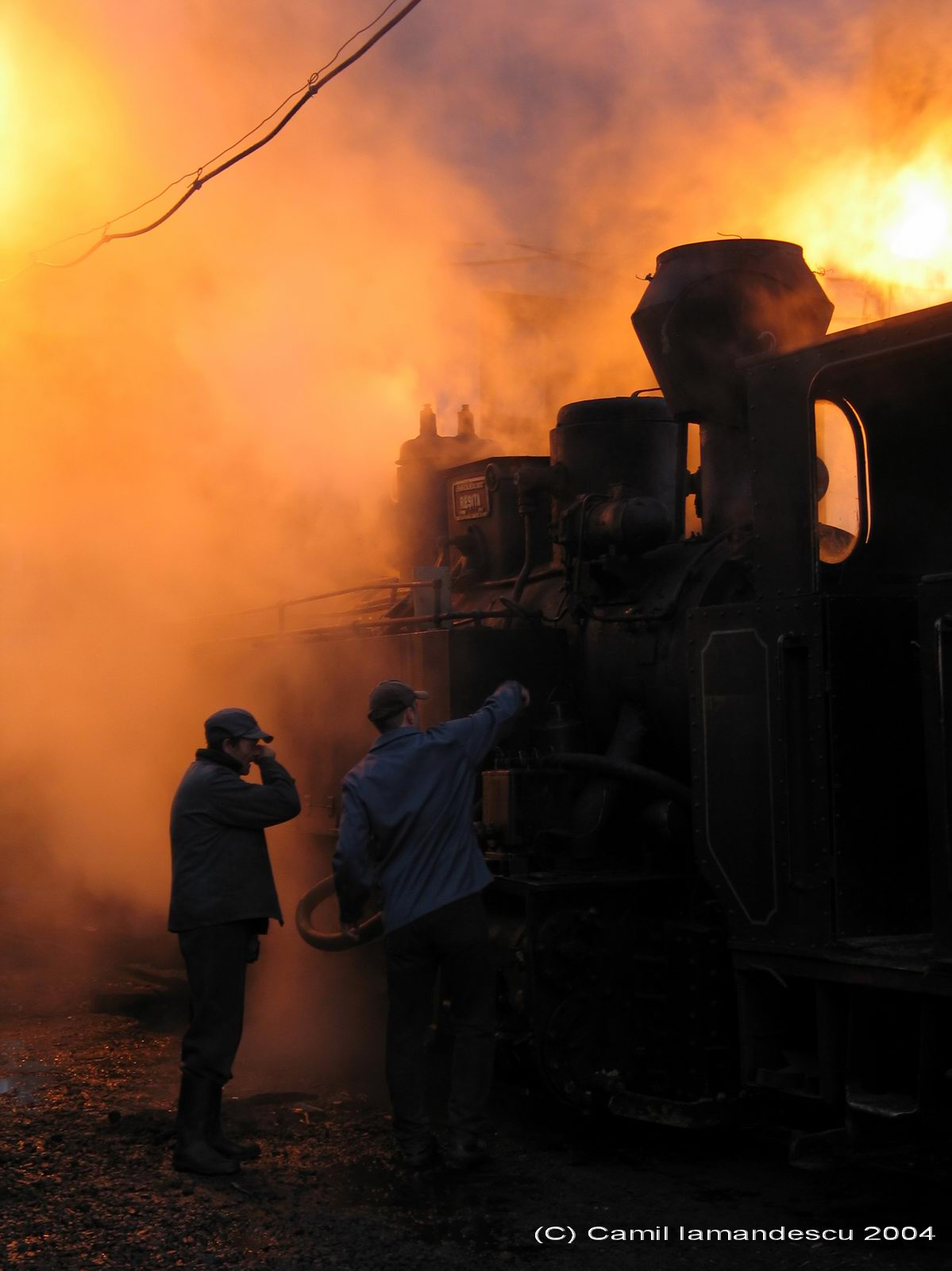
Dimineață la depoul căii ferate înguste a Vaserului

### Transport feroviar
Gara Vișeu de Jos este situată pe magistrala 409 a Căilor Ferate Române. De aici calea ferată continuă spre Nord la Valea Vișeului, de unde continuă spre Ucraina și spre Sighetu Marmației. Iar spre Sud la Salva, de unde există legături de cale ferată spre Cluj-Napoca si Suceava.

## Etnografie
Vișeu de Sus face parte din regiunea etnografică Maramureș, regiune cunoscută pentru porțile de lemn, bisericile de lemn, portul popular, tradiție și folclor.
În Vișeu există un muzeu de istorie și etnografie, unde sunt expuse variate valori istorice, culturale, de port din zona Vișeu de Sus. Un eveniment important îl reprezintă Hora la Prislop, organizată în fiecare an, în luna august, la pasul Prislop.

## MassMedia
- Un periodic, "Cronica Viseuana".
- Ziare: există corespondenți locali la ziarele Opinia (subredactie), Graiul Maramureșului cu perspective de subredacție
- TV și radio: televiziunea prin cablu - nu prezintă emisiuni locale

Gradul de acoperire locala: televiziunea are aprox. 1.500 abonati

## Obiective turistice

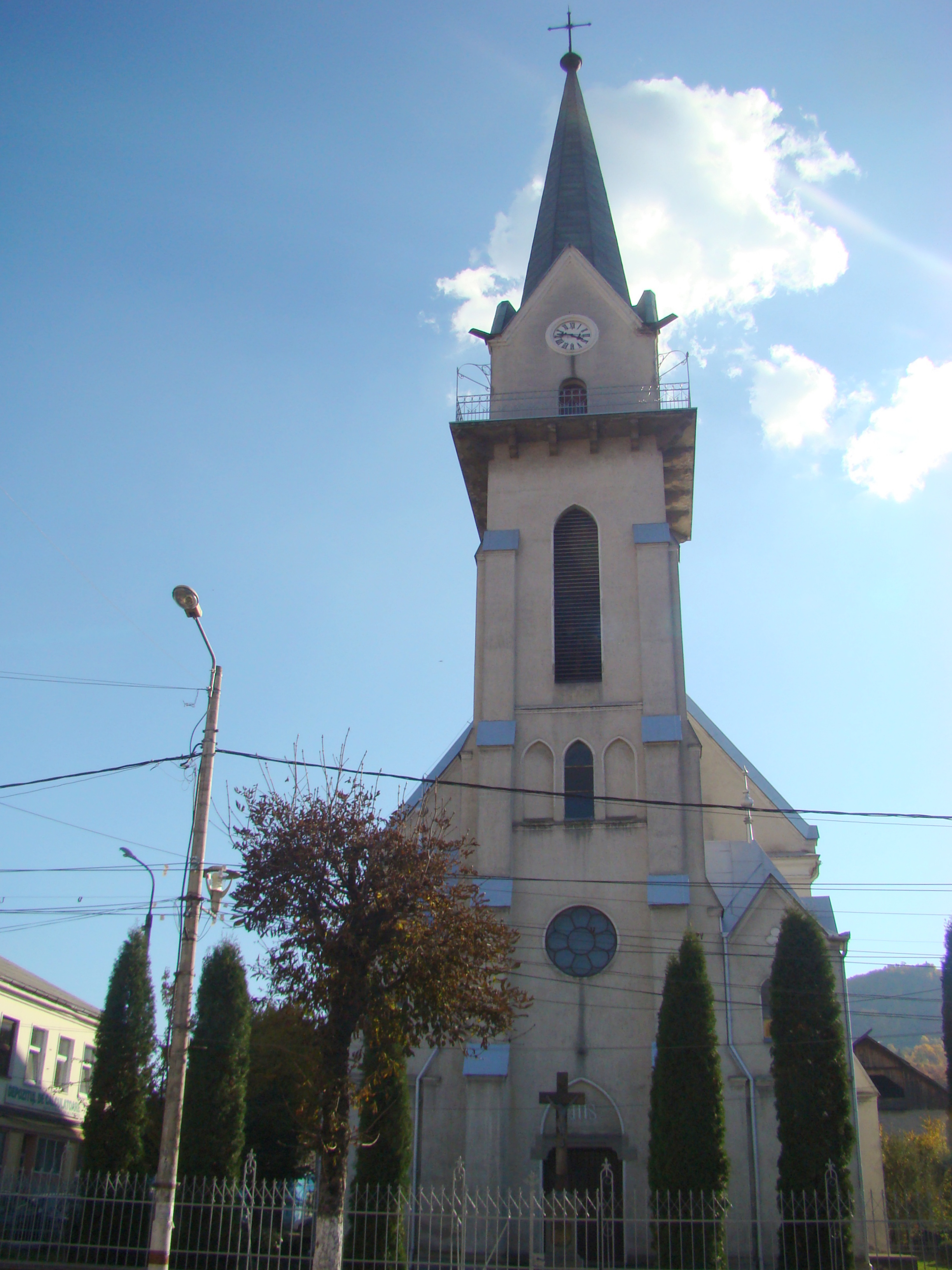
Biserica romano-catolică „Sf. Ana” (monument istoric)

- Salonul artelor – în clădirea bibliotecii orășenești, cu lucrări ale artistilor plastici din Vișeu de Sus;
- Biserica Ortodoxă, construită între anii 1933–1937, ctitor preot Sebastian Sârcu;
- Biserica romano-catolică Sf. Ana, construită între anii 1912–1918, ctitor preot Carol Schiller, arhitect italian Augustino Maretti. Prin construcție, prin sculpturile și picturile sale executate de către prestigioși meseriași din Austria și Italia, prin stilul neo-gotic, prin vechimea sa, intră în categoria monumentelor istorice și culturale ale patrimoniului țării și Europei. De biserica romano–catolică mai apartine un cimitir cu aceeași vechime, precum și o capelă cu 4 morminte așezată pe râul Vaser (la Faină). Capela a fost ctitorită în anul 1900 de către împărăteasa Elisabeta, purtând numele „Capela Sfânta Elisabeta”.
- Biserica greco–catolică, construită din lemn, cu hramul „Maica Îndurerată”. Clopotele aduse din Italia (unul de 168 kg, iar celălalt de 115 kg) au sunat pentru prima data în ziua de Paști în 1995.
- Biserica ortodoxă de pe Rădeasa;
- Biserica ortodoxă de pe Valea Râului;

- Mănăstirea de pe Valea Scradei, cu pelerinaj (procesie) de Sf. Marie Mică, în 8 septembrie.
- Primăria – fosta vilă a marelui proprietar Pop Simon, construită între anii 1870-1890, în stil baroc;
- Biblioteca orășenească;
- Casa de cultură.

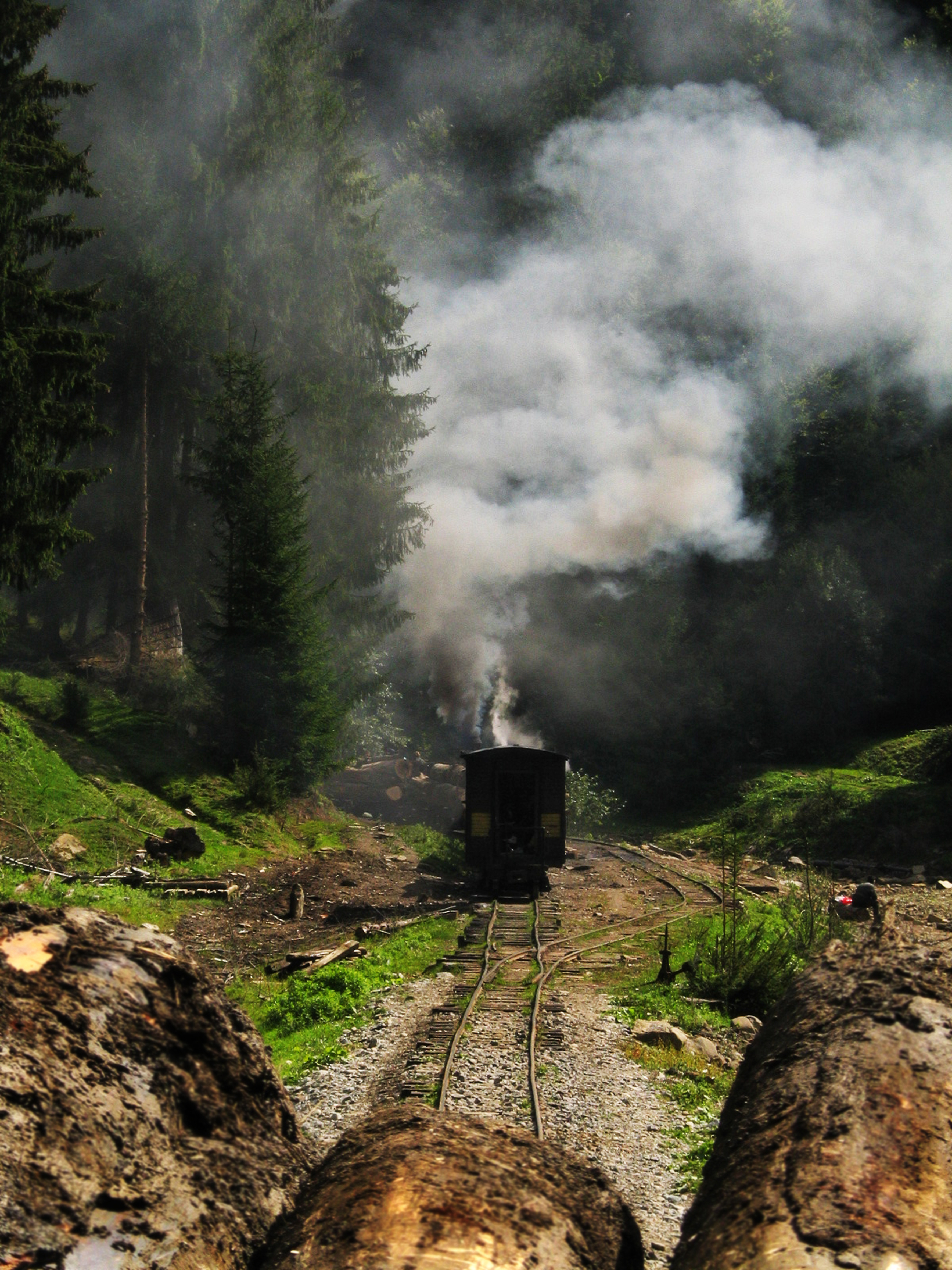
Mocănița pe valea Vaserului

- Muzeul de istorie si etnografie al orașului și un centru de mesteșuguri tradiționale Orașul Vișeu de Sus prezintă importanța turistica prin aerul ozonat, nepoluat, prin calitatea apelor minerale și prin arhitectura clădirilor declarate monumente istorice. Prin poziție, punct de plecare către zone de interes turistic deosebit: Valea Vișeului, Valea Vinului, Valea Izei, etc.
- Muzeul Nobilimii Maramureșene - găzduit de o nouă clădire impozantă - Centrul Documentar-Expozițional al Nobilimii Maramureșene Române este realizat în întregime de artistul Ioan Piso și de soția sa Livia Piso-Filipașcu de Dolha și Petrova, descendentă a unei vechi familii nobiliare maramureșene.
- Casa-muzeu "Elefant", ultima casă evreiască de lemn tradițională, aflată în gara CFF.
- Gara CFF, unde se pot vedea diferitele garnituri de trenuri și locomotive cu aburi, punct de plecare în excursii cu "Mocănița" pe Valea Vaserului.

## Orașe înfrățite
- Fürstenfeld, Austria
- Zug, Elveția
- Verhovîna, Ucraina
- Staunton,Virginia, SUA

## Galerie de imagini

Orașul Vișeu de Sus
Fosta fabrică de mobilă
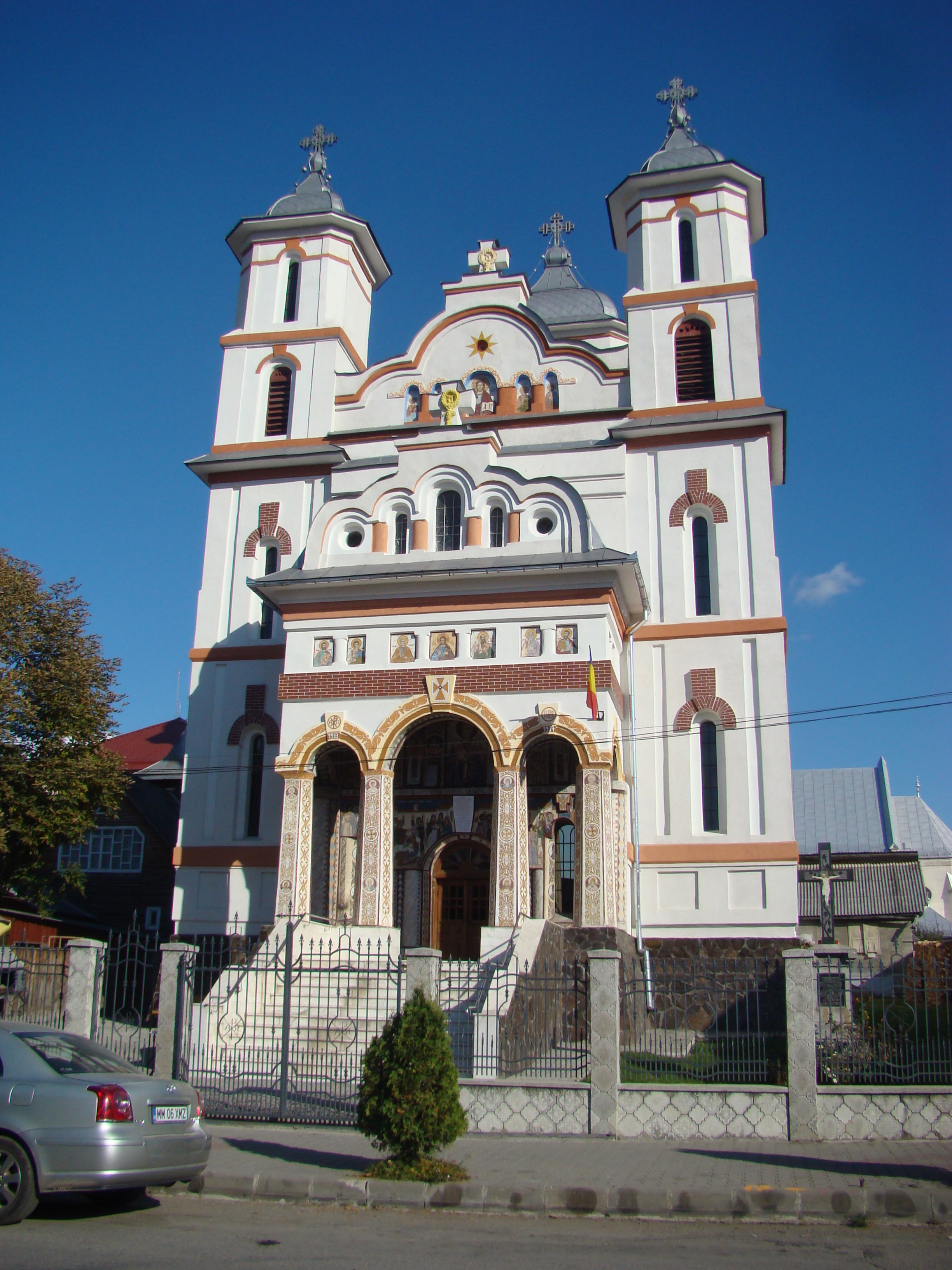
Biserica ortodoxă cu hramul „Sfântul Nicolae”
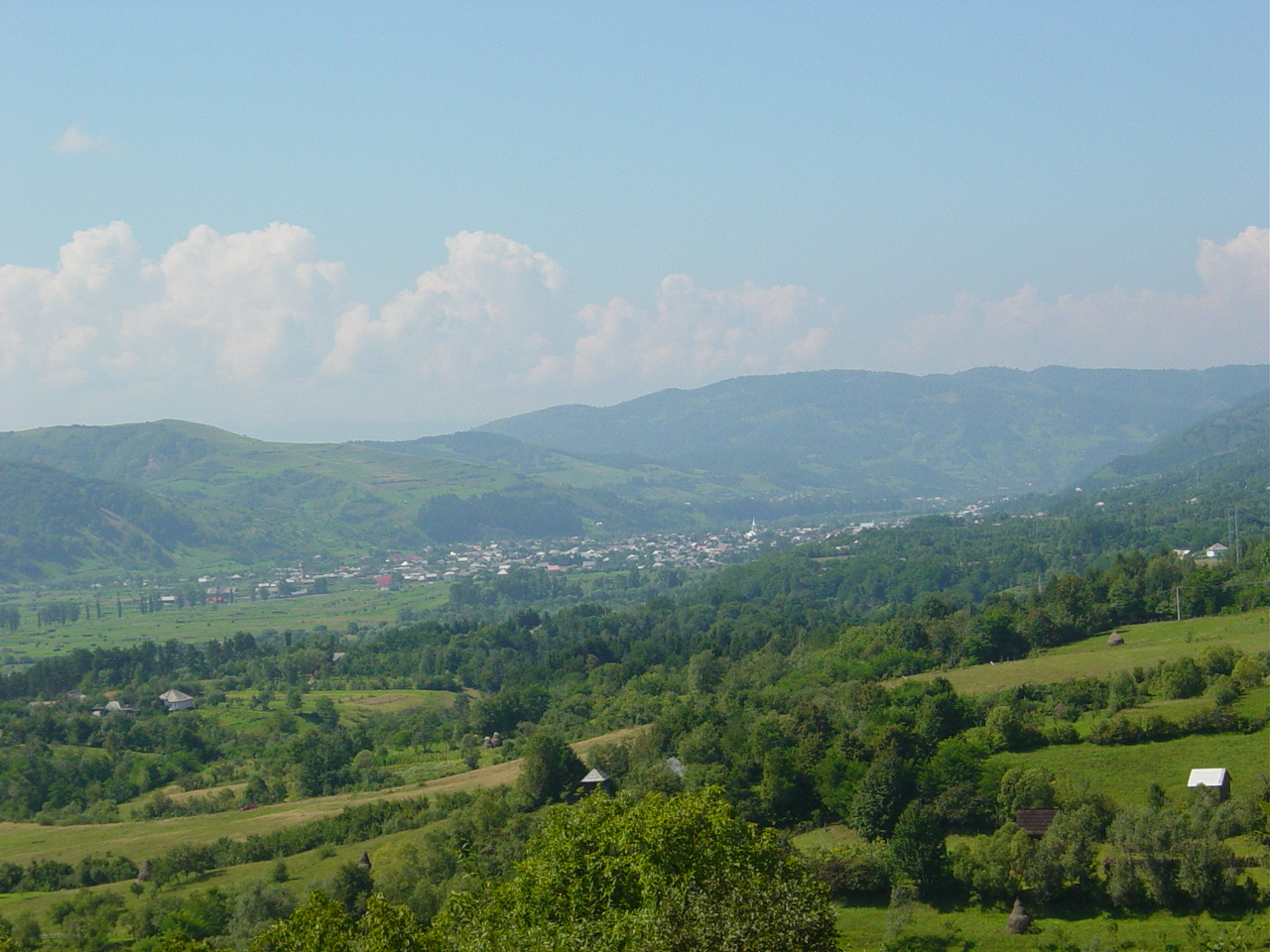
Vișeu de Mijloc
Dealul Botoaia
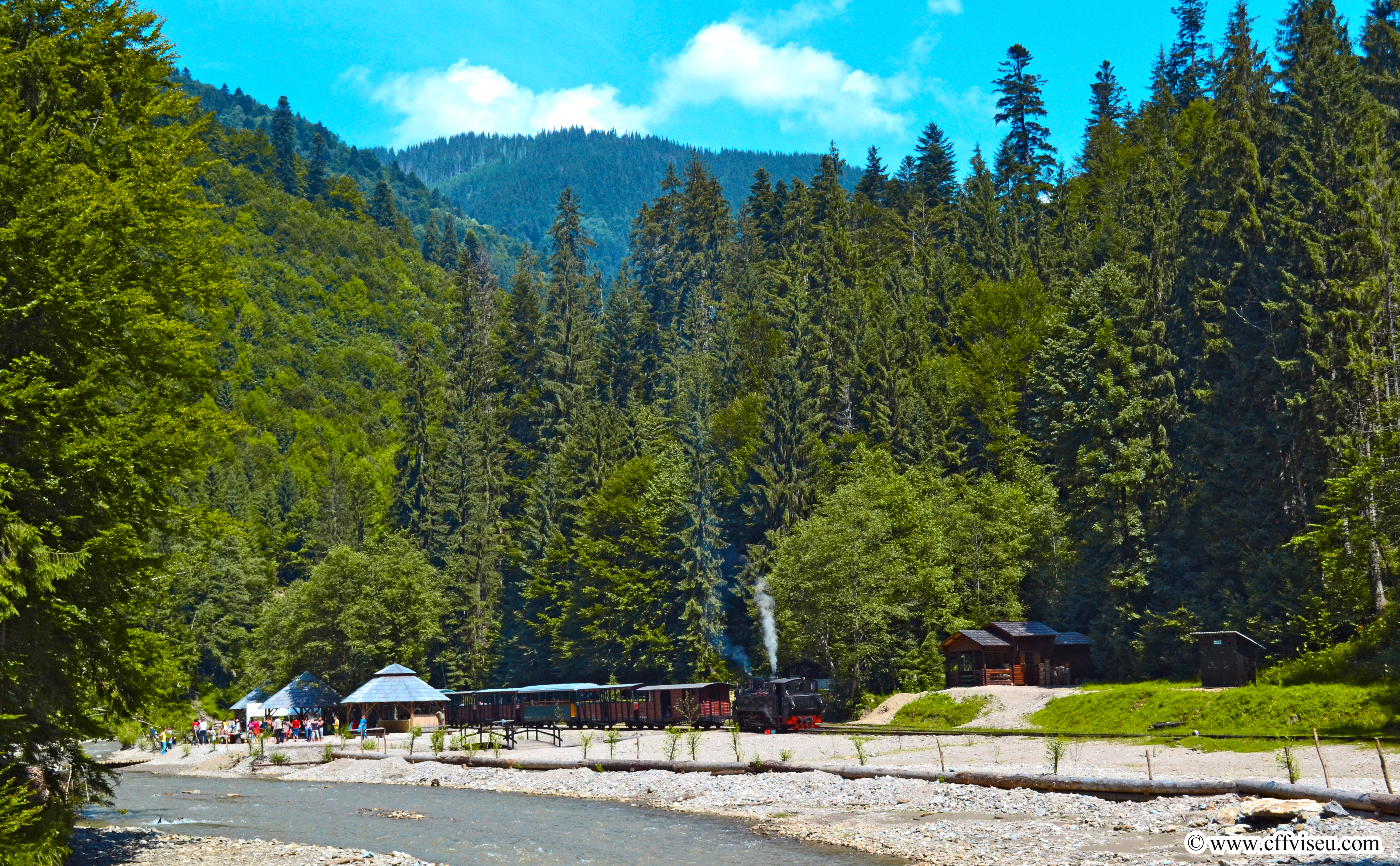
Stația Paltin / Valea Vaserului / Popas turistic cu Mocănița

## Personalități
- Simion Balya (1863 - 1939), deputat în Marea Adunare Națională de la Alba Iulia, 1918;
- Ioan Iusco Dolhuțiu (1875 - 1930), deputat în Marea Adunare Națională de la Alba Iulia, 1918;
- Asher Zelig Genuth (1882 - 1940), rabin;
- László Ferenczy (1898 - 1946), criminal de război;
- David L. Genuth (1901 - 1974), rabin în SUA;
- Jack Mollick (1908 - 1953), muzician emigrat în SUA;
- Gheorghe Volcovinschi (1933 - 2019), inventator;
- Anton-Joseph Ilk (n. 1951), etnolog, culegător de folclor al țipțerilor;
- Gavril Ciuban (n. 1951), poet;
- Ioan Condruc (n. 1951), fotbalist, antrenor;
- Dorel Zamfir (1961 - 2023), fotbalist;
- Gheorghe Șimon (n. 1961), politician;
- Vasile Tomoiagă (n. 1964), canotor;
- Carmen Avram (n. 1966), jurnalistă, politician;
- Liviu Pop (n. 1974), politician, fost ministru;
- Vasile Vlașin (n. 1975), politician;
- Cosmin Perța (n. 1982), scriitor.
- Andreica I Daniel (n. 1987), fotograf;
- Marius Coman (n. 1996), fotbalist;
- Simion Bumbar (n. 2005), fotbalist.